# Gosberton
Gosberton är en ort och civil parish i Storbritannien.   Den ligger i grevskapet Lincolnshire och riksdelen England, i den sydöstra delen av landet, 150 km norr om huvudstaden London. Gosberton ligger 6 meter över havet och antalet invånare är 1 730.
Terrängen runt Gosberton är mycket platt. Runt Gosberton är det ganska tätbefolkat, med 96 invånare per kvadratkilometer. Närmaste större samhälle är Spalding, 9,1 km söder om Gosberton. Trakten runt Gosberton består till största delen av jordbruksmark.